# Championnat du monde féminin de volley-ball des moins de 18 ans 1991
Navigation
Curitiba 1989 Bratislava 1993
Le 2e championnat du monde de volley-ball féminin des moins de 18 ans a eu lieu à Lisbonne (Portugal) en 1991.

## Palmarès
| Classement         | Pays             |
| ------------------ | ---------------- |
| Médaille d'or      | Corée du Sud     |
| Médaille d'argent  | Brésil           |
| Médaille de bronze | Union soviétique |
| 4e                 | Japon            |
| 5e                 | Tchécoslovaquie  |
| 6e                 | Bulgarie         |
| 7e                 | Argentine        |
| 8e                 | Roumanie         |
| 9e                 | Pologne          |
| 10e                | Portugal         |
| 11e                | Porto Rico       |
| 12e                | Algérie          |